# Remigia antillesia
Remigia antillesia är en fjärilsart som beskrevs av George Francis Hampson 1913. Remigia antillesia ingår i släktet Remigia och familjen nattflyn. Inga underarter finns listade.